# 塞爾卡爾曼廣場

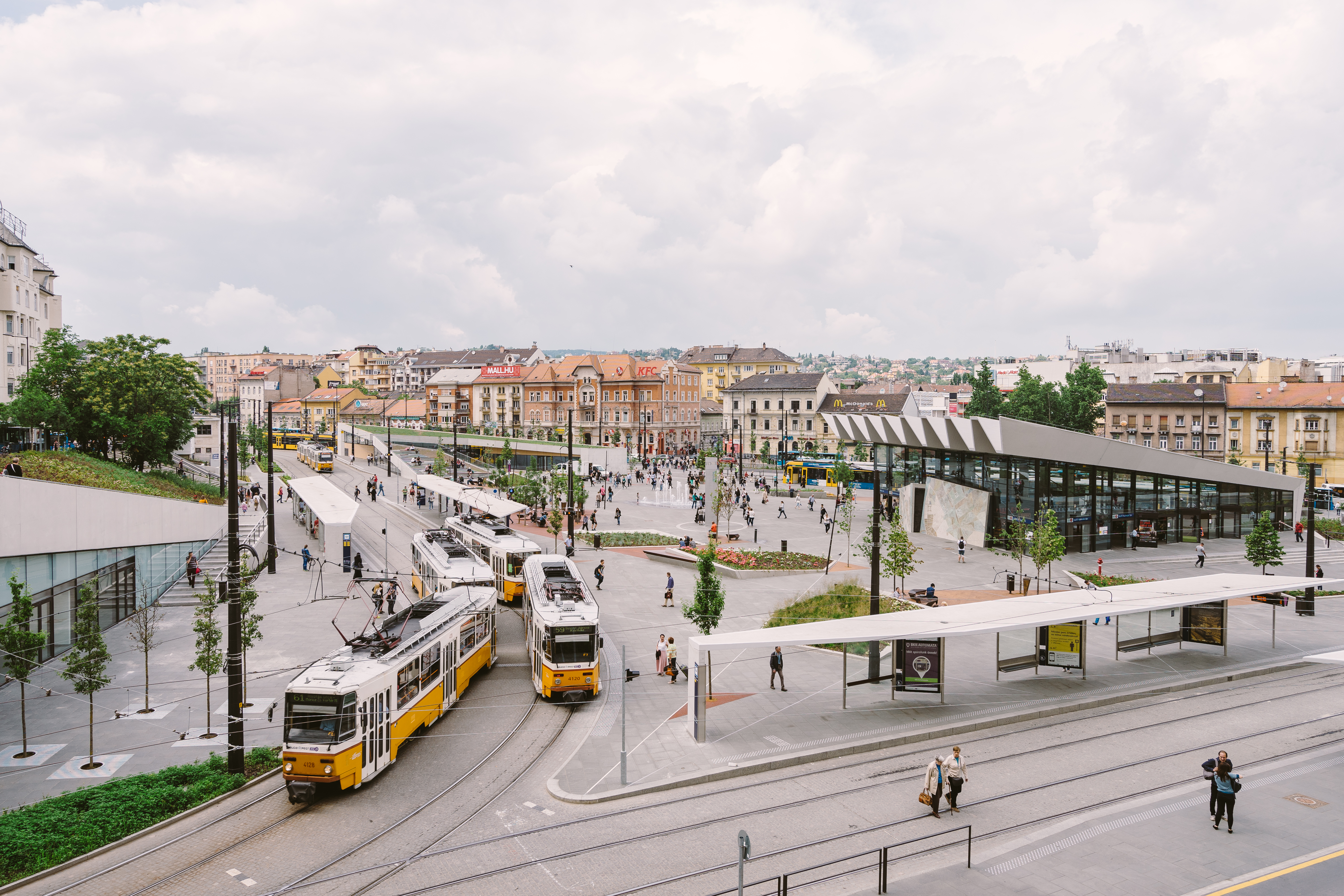
塞爾卡爾曼廣場全景

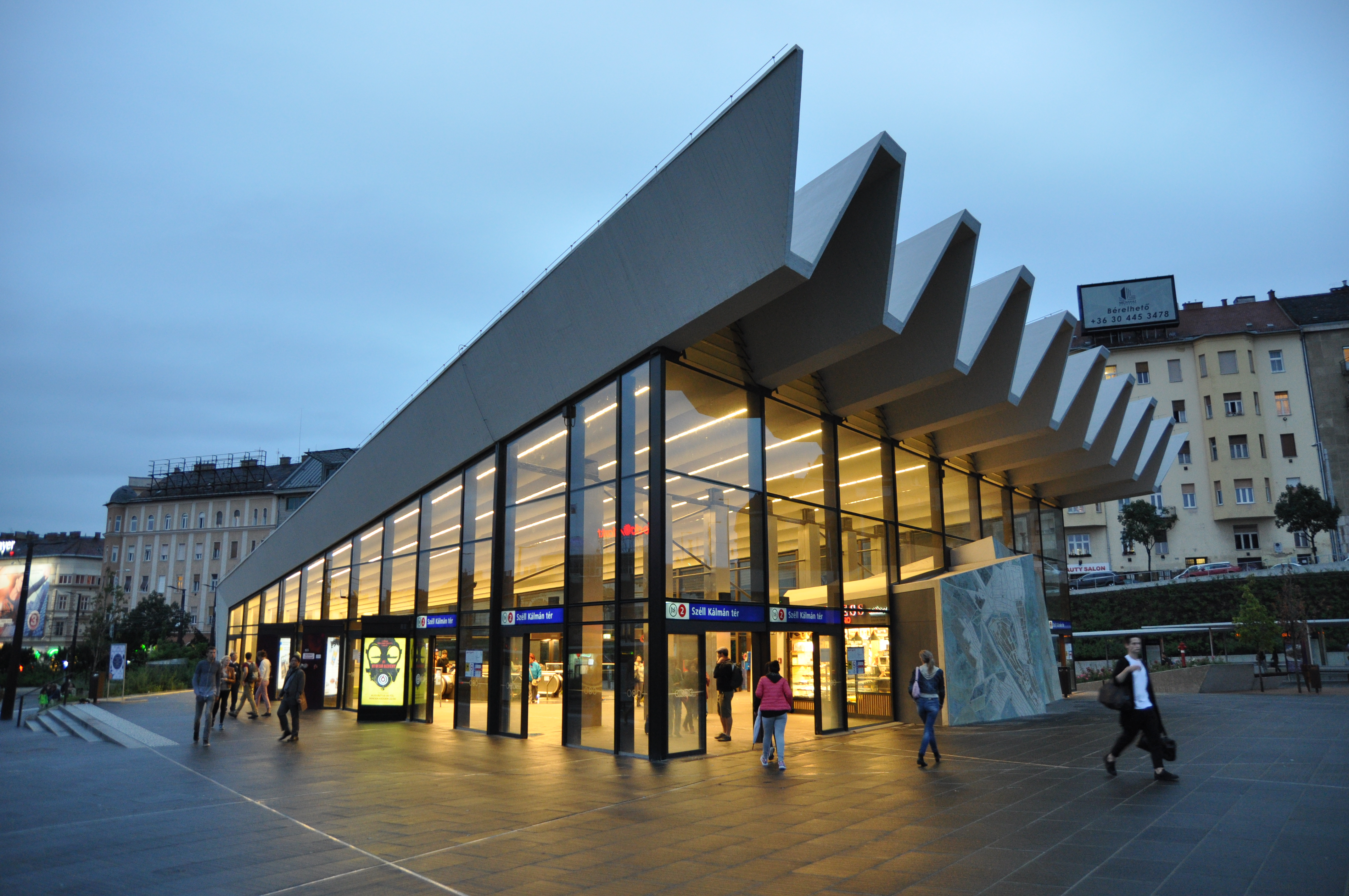
廣場上的地鐵入口

塞爾卡爾曼泰爾廣場（Széll Kálmán tér，在1951年至2011年曾名為莫斯科廣場），得名自前匈牙利总理卡爾曼·塞爾，是匈牙利首都布達佩斯的一個廣場。這裡是布達佩斯最繁忙的交通中心之一，路面電車和布達佩斯地鐵均在此交匯。1956年匈牙利革命期間，蘇聯軍隊曾嘗試佔領這裡，但第一次並未成功。2011年，布達佩斯市議會決定改回廣場舊名
。

## 外部連結
- Live webcam onverlooking the square （页面存档备份，存于）
- Aerial photography of the post office （页面存档备份，存于）
- Mától új utcaneveket kell megszokniuk a budapestieknek